# Новобаевское сельское поселение
Новобаевское се́льское поселе́ние — упразднённое муниципальное образование в Большеигнатовском районе Мордовии Российской Федерации.
Административный центр — село Новое Баево.

## История
Статус и границы сельского поселения установлены Законом Республики Мордовия от 1 декабря 2004 года № 96-З «Об установлении границ муниципальных образований Большеигнатовского муниципального района, Большеигнатовского муниципального района и наделении их статусом сельского поселения и муниципального района».
Упразднено законом от 24 апреля 2019 года, с включением всех населённых пунктов в Киржеманское сельское поселение.

## Население
| 2002 | 2010 | 2012 | 2013 | 2014 | 2015 | 2016 |
| ---- | ---- | ---- | ---- | ---- | ---- | ---- |
| 420  | ↘318 | ↘310 | ↘307 | ↘295 | ↘279 | ↘257 |
| 2017 | 2018 | 2019 |      |      |      |      |
| ↘247 | ↗250 | ↘244 |      |      |      |      |

## Состав сельского поселения
| № | Населённый пункт | Тип населённого пункта | Население |
| - | ---------------- | ---------------------- | --------- |
| 1 | Гудимовка        | деревня                | ↘0        |
| 2 | Ежовка           | посёлок                | ↘7        |
| 3 | Козловка         | деревня                | ↘0        |
| 4 | Любимовка        | посёлок                | ↘29       |
| 5 | Надеждинский     | посёлок                | ↘31       |
| 6 | Новая Сосновка   | посёлок                | ↘7        |
| 7 | Новое Баево      | село                   | ↗236      |
| 8 | Тюрька           | деревня                | ↘8        |